# Svenska generalguvernörer
Det här är en lista över svenska generalguvernörer.

## GeneralguvernöreröverFinland
- 1594–1597? Clas Eriksson Fleming (1530–1597)
- 1623–1631 Nils Turesson Bielke
- 1631–1634 Gabriel Bengtsson (Oxenstierna)
- 1637–1641 Per Brahe d.y.
- 1648–1654 Per Brahe d.y.
- 1657–1658 Gustaf Evertsson Horn
- 1664–1669 Herman Fleming
- 1710–1712 Karl von Nieroth

## Generalguvernörer iSkånska generalguvernementet
- 1658–1664 Gustaf Otto Stenbock (1614–1685), Skåne, Blekinge och Halland (inklusive Bornholm 1658–1660)
- 1664–1669 Gustaf Persson Banér (1618–1689), Skåne, Blekinge och Halland

- 1676–1677 Fabian von Fersen (1626–1677), Skåne, Blekinge och Halland
- 1677–1679 Göran Sperling (1630–1691), Skåne, Blekinge och Halland
- 1679–1680 Johan Göransson Gyllenstierna (1635–1680), Skåne, Blekinge och Halland
- 1680–1693 Rutger von Ascheberg (1621–1693), Skåne, Halland och Bohus län
- 1693–1698 Otto Vellingk (1649–1708), Skåne
- 1698–1705 Karl Gustaf Rehnsköld (1651–1722)
- 1705–1711 Magnus Stenbock (1665–1717)
- 1711–1716 Jacob Burensköld (1655–1735)

- 1801–1809 Johan Christopher Toll (1743–1817), Skåne

## Generalguvernörer iVästsverige
- 1634–1636 Nils Bielke (1569–1639), överlandshövding över Västergötland
- 1648–1651 Lennart Torstenson (1603–1651), Västergötland, Dalsland, Värmland och Halland
- 1651–1654 Adolf Johan av Pfalz-Zweibrücken (1629–1689), Västergötland, Dal, Värmland och Halland
- 1716–1719 Carl Gustaf Mörner (1658–1721), Västergötland, Dal, Värmland, Närke, Bohuslän och Halland

## Guvernörer och generalguvernörer överIngermanland

### Ståthållare i Narva
- 1581–1582 Carl Henriksson Horn af Kanckas
- 1582–1583 Herman Pedersson Fleming
- 1583–1584 Carl Henriksson Horn af Kanckas
- 1584–1585 Krister Gabrielsson Oxenstierna
- 1588–1590 Carl Henriksson Horn af Kanckas
- 1590–1592 Claes Hermansson Fleming
- 1593 Arvid Eriksson (Stålarm)
- 1593–1596 Axel Kurck
- 1597–1600 Otto Uexkull
- 1601–1607 Samuel Nilsson till Hässle
- 1607–1613 Filip Scheiding
- 1613–1615 Evert Karlsson Horn af Kanckas
- 1615–1617 Anders Eriksson Hästehufvud

### Guvernörer över Narva, Ivangorod, Jama, Koporje och Nöteborg
- 1617–1620 Carl Carlsson Gyllenhielm
- 1620–1622 Henrik Klasson Fleming
- 1622–1626 Anders Eriksson Hästehufvud
- 1626–1629 Nils Assersson Mannersköld
- 1629 Heinrich Matthias von Thurn

### Generalguvernörer över Ingermanland och Livland
- 1629–1633 Johan Skytte
- 1634–1642 Bengt Bengtsson Oxenstierna

### Generalguvernörer över Ingermanland och Kexholms län
- 1642–1645 Erik Karlsson Gyllenstierna
- 1645–1651 Carl Mörner af Tuna
- 1651–1654 Erik Stenbock
- 1654–1657 Gustaf Evertsson Horn
- 1657–1659 Krister Klasson Horn af Åminne
- 1659–1664 Simon Grundel-Helmfelt
- 1664–1668 Jacob Johan Taube
- 1668–1673 Simon Grundel-Helmfelt
- 1673–1678 Jacob Johan Taube
- 1678 Gustaf Adam Banér
- 1678–1681 Jacob Johan Taube

### Guvernörer över Ingermanland
- 1681–1682 Martin Schultz; Hade titeln guvernör, men adresserades som generalen och guvernören
- 1682–1683 Hans von Fersen den äldre Hade titeln guvernör, men adresserades som generallöjtnanten och guvernören
- 1683–1687 Göran Sperling

### Generalguvernörer över Ingermanland
- 1687–1691 Göran Sperling
- 1691–1698 Otto Wilhelm von Fersen
- 1698–1703 Otto Vellingk (1649–1708)

## Guvernörer och generalguvernörer överhertigdömet Estland

### Guvernörer över hertigdömet Estland 1561–1674
- 1561–1562 Lars Ivarsson Fleming
- 1562–1562 Henrik Klasson Horn
- 1562–1564 Svante Stensson Sture
- 1564–1565 Herman Pedersson Fleming
- 1565–1568 Henrik Klasson Horn
- 1568–1570 Gabriel Kristiernsson Oxenstierna
- 1570–1572 Hans Björnsson till Lepas
- 1572–1574 Claes Åkesson Tott
- 1574–1575 Pontus de la Gardie
- 1576–1578 Karl Henriksson Horn
- 1578–1580 Göran Boije
- 1580–1581 Svante Eriksson Stålarm
- 1582–1583 Göran Boije
- 1583–1585 Pontus de la Gardie
- 1585–1588 Gustaf Gabrielsson Oxenstierna
- 1588–1588 Hans Wachtmeister
- 1588–1590 Gustaf Axelsson Banér
- 1590–1592 Erik Gabrielsson Oxenstierna
- 1592–1600 Göran Boije
- 1600–1601 Karl Henriksson Horn
- 1601–1602 Moritz Stensson Leijonhufvud
- 1603–1612 Anders Larsson till Botila
  - 1605–1605 Nils Turesson Bielke
  - 1605–1608 Axel Nilsson Ryning
- 1611–1617 Gabriel Bengtsson Oxenstierna
- 1617–1619 Anders Eriksson Hästehufvud
- 1619–1622 Jakob de la Gardie
- 1622–1626 Per Gustafsson Banér
- 1626–1628 Johan Pontusson De la Gardie
- 1628–1642 Philip von Scheiding
- 1642–1646 Gustaf Gabrielsson Oxenstierna
- 1646–1653 Erik Axelsson Oxenstierna
- 1653–1653 Wilhelm Ulrich
- 1653–1655 Heinrich von Thurn-Valsassina
- 1655–1655 Wilhelm Ulrich
- 1655–1656 Bengt Skytte
- 1656–1656 Wilhelm Ulrich
- 1656–1674 Bengt Horn
- 1674–1674 Johan Christoph von Scheiding

### Generalguvernörer över hertigdömet Estland 1674–1710
- 1674–1681  Anders Torstenson
- 1681–1687  Robert Lichton
- 1687–1687  Nils Bielke
- 1687–1704  Axel Julius De la Gardie
- 1704–1706  Wolmar Anton von Schlippenbach
- 1706–1709  Nils Stromberg
- 1709–1710  Karl von Nieroth

## Generalguvernörer överLivland
- 1622–1628 Jacob De la Gardie
- 1628–1629 Gustaf Horn
- 1629–1633 Johan Skytte
- 1633–1634 Nils Assersson Mannersköld
- 1634–1643 Bengt Bengtsson Oxenstierna
- 1643–1643 Herman Wrangel
- 1644–1644 Erik Eriksson Ryning
- 1645–1647 Gabriel Bengtsson Oxenstierna
- 1649–1651 Magnus Gabriel De la Gardie
- 1652–1653 Gustaf Horn
- 1655–1657 Magnus Gabriel De la Gardie
- 1661  Axel Lillie (mottog ej ämbetet)
- 1662–1665 Bengt Gabrielsson Oxenstierna
- 1666–1671 Clas Åkesson Tott d.y.
- 1671–1674 Fabian von Fersen
- 1674–1686 Krister Klasson Horn af Åminne
- 1687–1695 Jacob Johan Hastfer
- 1696–1702 Erik Dahlbergh
- 1702–1706 Carl Gustaf Frölich
- 1706–1709 Adam Ludwig Lewenhaupt
- 1709–1709 Henrik Otto Albedyll
- 1709–1710 Nils Stromberg

## Guvernörer och generalguvernörer överKurland,PiltenochSemgallen
- 1701–1702 Carl Magnus Stuart
- 1702–1705 Adam Ludwig Lewenhaupt
- 1706–1709 Adam Ludwig Lewenhaupt

## Generalguvernörer överPreussen
- 1626–1631 Axel Oxenstierna (1583–1654)
- 1631–1632 Karl Gustafsson Banér (1598–1632)
- 1632 Bengt Bagge af Berga (1594–1660), tillförordnad
- 1632–1635 Herman Wrangel (1567–1643)
- 1655–1656 Erik Axelsson Oxenstierna (1624–1656)
- 1657–1659 Adolf Johan av Pfalz-Zweibrücken (1629–1689), överdirektör

## Generalguvernörer överPommern
- 1631–1633 Klas Horn
- 1633–1638 Sten Svantesson Bielke
- 1638–1641 Johan Banér
- 1641–1648 Lennart Torstenson
- 1648–1650 Carl Gustaf Wrangel
- 1650–1652 Johan Axelsson Oxenstierna
- 1652–1661(?) Axel Lillie
- 1661–1676(?) Carl Gustaf Wrangel
- 1678–1679 Besatt av Brandenburg
- 1679–1685 Otto Wilhelm Königsmarck
- 1687–1698 Nils Bielke
- 1698–1711 Jurgen Mellin
- 1715–1720 Besatt av Preussen och Danmark
- 1720–1747 Johan August Meijerfeldt d.ä.
- 1748–1766 Axel Löwen
- 1766–1772 Hans Henrik von Liewen d.y.
- 1772–1776 Fredrik Carl Sinclair
- 1776–1791 Fredrik Vilhelm von Hessenstein
- 1792–1796 Eric Ruuth
- 1796–1800 Philip von Platen
- 1800–1807 Hans Henric von Essen
- 1807–1809 Besatt av Frankrike
- 1809–1815 Hans Henric von Essen

## Generalguvernörer överBremen-Verden
- 1648–1663 Hans Christoff Königsmarck (under sommaren 1657 besatt av danska trupper)
- 1663–1666 Gustaf Evertsson Horn (1614–1666)
- 1666–1693 Henrik Horn (1675–1680 besatt av danska, braunschweigska och münsterska trupper)
- 1693–1693 Erik Dahlbergh
- 1696–1698 Jurgen Mellin
- 1698–1710 Nils Karlsson Gyllenstierna
- 1710–1719 Mauritz Vellingk (från 1712 besatt av danska trupper, 1715 överlåtet till Hannover, 1719 avträtt av Sverige)

## Generalguvernörer överPfalz-Zweibrücken
- 1693–1697 ? (guvernör)
- 1697–1707 Gabriel Turesson Oxenstierna (guvernör)
- 1707–1714 ? (guvernör)
- 1714–1718 Henning von Stralenheim